# Dispersión en campo central
La dispersión en un campo central se refiere al cambio de cantidad de movimiento que sufren dos partículas al interaccionar por medio de un campo central, entendiéndose por campo central, un campo de fuerza con simetría esférica. Para generalizar la solución a los campos centrales más comunes que se estudian en física elemental, vamos a trabajar con un campo cuyo potencial tiene una estructura general:

{\displaystyle V(r)=kr^{-\alpha }}

Aunque pueden considerarse campos un poco más generales que este último. Un ejemplo clásico de campos de este tipo es el campo gravitacional. De importancia fundamental en la física.

## El lagrangiano
En primer lugar será necesario aclarar, que es conveniente considerar como origen del sistema de coordenadas, el centro geométrico de la partícula de mayor masa y desde allí estudiar el problema de un solo cuerpo que se mueve en torno al que está en el origen. Para hacer esto, debemos tomar como masa de la segunda partícula la siguiente (véase)

{\displaystyle \mu \,=\,{\frac {mM}{m+M}}}

esta expresión es conocida como la masa reducida, y su obtención es simple, sin embargo no es el objetivo de este artículo por lo cual se omite. Usando coordenadas polares se puede ver que la energía cinética viene dada por:

{\displaystyle T={\frac {\mu }{2}}({\dot {x}}^{2}+{\dot {y}}^{2})={\frac {1}{2}}\mu ({\dot {r}}^{2}+r^{2}{\dot {\varphi }}^{2})}

y utilizando el potencial propuesto en la sección anterior tendremos que el lagrangiano es

{\displaystyle {\mathcal {L}}\,=\,{\frac {1}{2}}\mu ({\dot {r}}^{2}+r^{2}{\dot {\varphi }}^{2})-{\frac {k}{r}}}

que es el lagrangiano del sistema.

## Ecuaciones de Movimiento
En la sección anterior obtuvimos el lagrangiano del sistema y es
{\displaystyle {\mathcal {L}}\,=\,{\frac {1}{2}}\mu ({\dot {r}}^{2}+r^{2}{\dot {\varphi }}^{2})-{\frac {k}{r}}}
de inmediato observamos que existe una cantidad conservada, es decir una constante del movimiento, para aclararlo a quien no esté familiarizado, si el lagrangiano no depende de una coordenada explícitamente, el momento conjugado a esa coordenada se conserva. Dicha cantidad es obviamente el momento angular perpendicular al plano de movimiento, es decir {\displaystyle L_{z}}, en efecto según la ecuación de Euler-Lagrangede Euler-Lagrange, tendremos
{\displaystyle {\frac {\text{d}}{{\text{d}}t}}{\frac {\partial {\mathcal {L}}}{\partial {\dot {\varphi }}}}\,=\,0\quad \Rightarrow \quad {\frac {\partial {\mathcal {L}}}{\partial {\dot {\varphi }}}}\,=\,L_{z}\quad \Rightarrow \quad {\dot {\varphi }}\,=\,{\frac {L_{z}}{\mu r^{2}}}}
donde {\displaystyle L_{z}} es una constante del movimiento, aplicando ahora la ecuación de Euler-Lagrange para {\displaystyle r}, y sustituyendo el valor de {\displaystyle {\dot {\varphi }}} obtendremos
{\displaystyle \mu {\ddot {r}}-{\frac {L_{z}^{2}}{\mu r^{3}}}-{\frac {k}{r^{2}}}\,=\,0}
ésta ecuación es posible resolverla y encontrar la trayectoria de una partícula en un campo central, incluyendo por ejemplo, órbitas de sátelites y planetas. Para nuestro propósito, vamos a encontrar la trayectoria de dispersión de una partícula. Entonces procedamos a resolver, esto es posible haciendo el cambio
{\displaystyle r\,=\,{\frac {1}{u}}}

aplicando la regla de la cadena se puede ver que
{\displaystyle {\dot {r}}\,=\,{\dot {\varphi }}{\frac {{\text{d}}r}{{\text{d}}u}}{\frac {{\text{d}}u}{{\text{d}}\varphi }}\quad \Rightarrow \quad {\dot {r}}\,=\,-{\frac {l}{\mu }}{\frac {{\text{d}}u}{{\text{d}}\varphi }}}

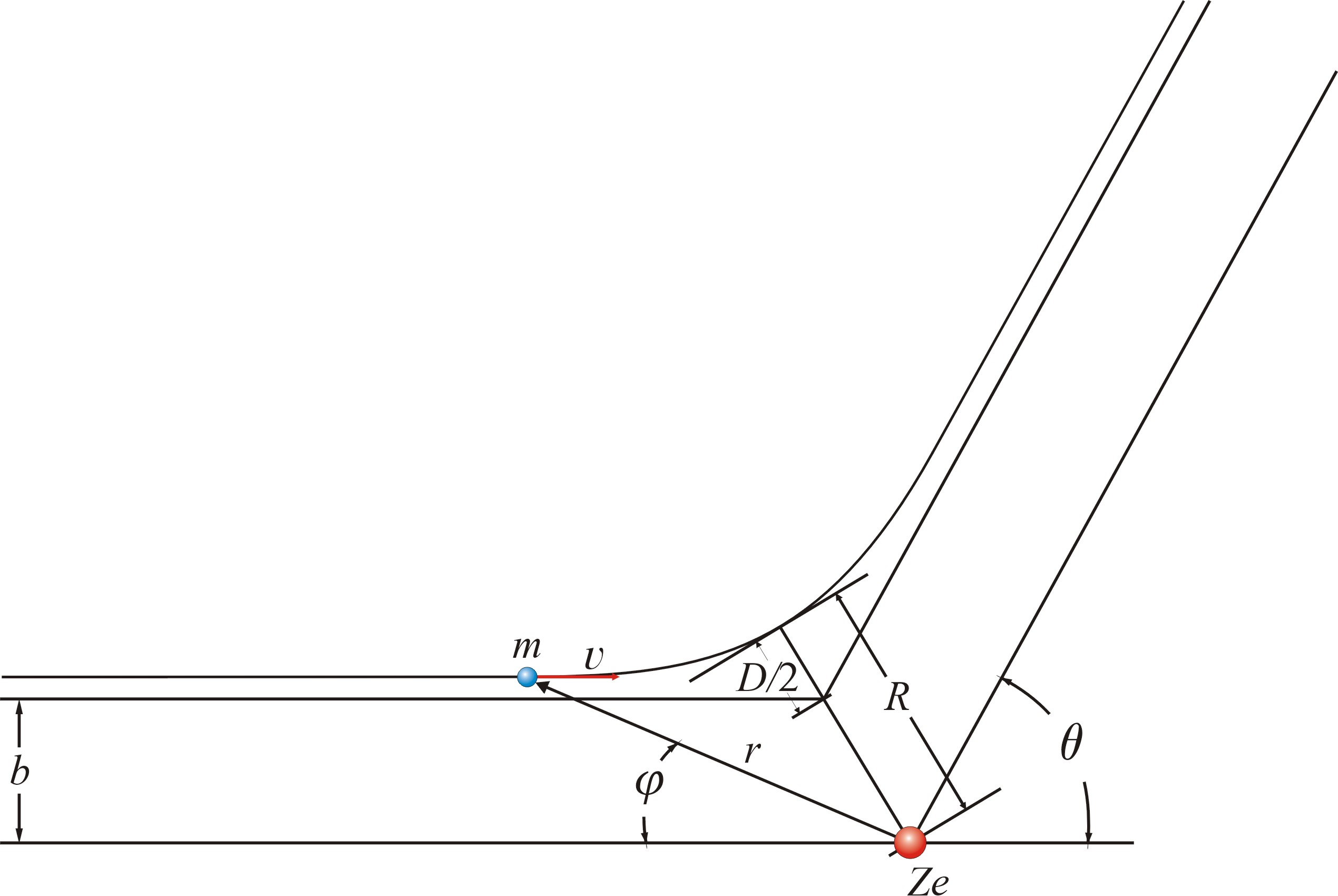
Dispersión de una partícula por un núcleo atómico.

mediante el mismo procedimiento se puede verificar que
{\displaystyle {\ddot {r}}\,=\,-{\frac {l^{2}u^{2}}{\mu ^{2}}}{\frac {{\text{d}}^{2}u}{{\text{d}}\varphi ^{2}}}}
haciendo las sustituciones pertinentes obtendremos la siguiente ecuación
{\displaystyle {\frac {{\text{d}}^{2}u}{{\text{d}}\varphi ^{2}}}+u\,=\,-{\frac {\mu k}{l^{2}}}}
ésta es una ecuación diferencial lineal de segundo orden no homogénea, puede por sustitución verificar que la solución más general a la ecuación es
{\displaystyle u(\varphi )\,=\,\alpha \sin \varphi +\beta \cos \varphi -{\frac {\mu k}{l^{2}}}}
las constantes {\displaystyle \alpha } y {\displaystyle \beta } se determinan evaluando las condiciones iniciales, en este caso tenemos que para {\displaystyle \varphi =0} entonces puesto que la partícula viene desde el infinito tendremos {\displaystyle r=\infty } y claramente {\displaystyle u(0)=0} de donde se obtiene
{\displaystyle \beta \,=\,{\frac {\mu k}{l^{2}}}}
la segunda condición inicial, es que {\displaystyle {\dot {r}}=-v} el signo negativo se debe a que la partícula viene desde la izquierda, {\displaystyle {\dot {r}}} había sido determinado anteriormente por lo que es suficiente con sustituirla en la expresión y derivar {\displaystyle u(\varphi )} con respecto a {\displaystyle \varphi } entonces se obtiene la constante {\displaystyle \alpha } y es
{\displaystyle \alpha \,=\,{\frac {\mu v}{L_{z}}}}
así que encontramos {\displaystyle u(\varphi )} escrita explícitamente y es
{\displaystyle u(\varphi )\,=\,{\frac {\mu v}{L_{z}}}\sin \varphi +{\frac {\mu k}{l^{2}}}(\cos \varphi -1)}

## Ángulo de dispersión
Sabemos que el momento angular viene dado por
{\displaystyle \mathbf {L} \,=\,\mathbf {r} \times \mathbf {p} }
y su módulo, en nuestro caso será
{\displaystyle L_{z}\,=\,\mu vr\sin \varphi }
pero de la figura de la sección anterior es claro que {\displaystyle b=r\sin \varphi } entonces se tiene
{\displaystyle L_{z}\,=\,\mu vb}
haciendo la sustitución correcta en la ecuación de {\displaystyle u(\varphi )} obtendremos
{\displaystyle {\frac {1}{r(\varphi )}}\,=\,{\frac {k}{\mu v^{2}b^{2}}}(\cos \varphi -1)+{\frac {1}{b}}\sin \varphi }
pero podemos observar que {\displaystyle \mu v^{2}=2T} con {\displaystyle T} la energía cinética, que es la energía total inicialmente, y como obviamente se ha conservado la energía, es la energía total del sistema por ello escribiremos
{\displaystyle {\frac {1}{r(\varphi )}}\,=\,{\frac {k}{2Eb^{2}}}(\cos \varphi -1)+{\frac {1}{b}}\sin \varphi }
el ángulo de dispersión será aquel para el cual {\displaystyle r(\varphi )} se aleja hacia el infinito por la derecha, en esas condiciones es obvio que se tendrá
{\displaystyle {\frac {k}{2Eb^{2}}}(\cos \varphi -1)\,=\,-{\frac {1}{b}}\sin \varphi }
utilizando algunas identidades trigonométricas podemos encontrar que
{\displaystyle \varphi \,=\,2\arctan \left({\frac {2Eb}{k}}\right)}
es importante mencionar que la cantidad {\displaystyle b} es denominada parámetro de impacto y recordar que {\displaystyle k} es una constante que determina la forma específica del potencial {\displaystyle V(r)}.